# Tetsujin 28-gō
Tetsujin 28-gō (jap. 鉄人28号, zu dt. „Eisenmensch Nr. 28“) ist eine Manga-Serie des japanischen Zeichners Mitsuteru Yokoyama aus den Jahren 1956 bis 1966. Das Werk ist in die Genre Shōnen und Mecha einzuordnen und wurde als Anime und Realfilm adaptiert.

## Handlung
Der Roboter Tetsujin 28-gō wurde während des Zweiten Weltkriegs von japanischen Wissenschaftlern gebaut, um gegen die Alliierten eingesetzt zu werden. Doch das Labor wurde bombardiert und der Roboter daher nicht eingesetzt. Die Roboter scheinen zerstört und der Wissenschaftler Shikashima gilt als tot.
Nach dem Krieg begehen Kriminelle mittels Robotern Verbrechen in Tokio. Als diese auch beim untergetauchten Shikashima einbrechen, tut der sich mit Doktor Kaneda und dessen Sohn und Hobby-Detektiv Shotaro zusammen. Sie finden heraus, dass die Roboter der Verbrecher aus dem Rüstungslabor stammen und diese nun auch den Roboter Nr. 28 suchen. Doch diesen baut Shikashima zu einem Agenten der Polizei um, der von Shotaro gesteuert wird. So versuchen beide Parteien, die Roboter der jeweils anderen zu erlangen, wobei den Wissenschaftlern bald auch die Polizei unter Inspektor Ōstuka hilft. Schließlich können die kriminellen Roboter zerstört und die Verbrecher getötet oder festgenommen werden.
Tetsujin wird daraufhin Shotaro übergeben, der mit ihm für die Polizei arbeitet. Doktor Shikashima zieht sich zurück. In der folgenden Zeit tauchen immer wieder andere Kriminelle auf, die der Polizei mit weiteren Robotern entgegentreten wollen.

## Entstehung und Veröffentlichung
Während des Zweiten Weltkriegs gab es 1943 in Japan bereits einen Manga, in dem Wissenschaftler einen riesigen Roboter als Waffe gegen die Alliierten entwickelten. Diese Idee griff Mitsuteru Yokoyama 1956 mit Tetsujin 28-gō wieder auf.
Der Manga wurde in Einzelkapiteln von Juli 1956 bis Mai 1966 im Manga-Magazin Shōnen Magazine des Verlags Kobunsha veröffentlicht. Der Manga wird bis heute immer wieder neu aufgelegt.

## Adaptionen

### Fernsehserie
Beim japanischen Sender Nippon Television wurde vom 1. Februar 1960 bis zum 25. März 1960 ein Dorama ausgestrahlt. Bei der Produktion von Shoki Pro mit 13 Folgen führte Santaro Masune Regie.

### Anime-Fernsehserien
Das Studio Tele-Cartoon Japan produzierte 1963 eine 83-teilige Anime-Fernsehserie zum Manga. Die Serie wurde in Schwarz-Weiß und als Limited Animation in Cel-Animation ausgeführt. Der Anime wurde vom 20. Oktober 1963 bis zum 27. Mai 1965 durch Fuji TV in Japan ausgestrahlt und war die zweite Shōnen-Animeserie. Der Inhalt der Serie weicht von dem des Mangas ab, häufig wurden neue Handlungsbögen verfolgt. Zudem war Doktor Kaneda im Manga bereits bei der Entwicklung von Tetsujin Nr. 28 beteiligt.
Unter dem Titel Gigantor wurde die Serie 1966 in den USA ausgestrahlt. Dabei wurden neben der Änderung von Titel und Namen auch einzelne Szenen sowie Anspielungen auf den Tod von Gegnern entfernt. Auch wurden 13 weitere Folgen produziert. Die amerikanische Fassung entstand unter der Leitung von Fred Ladd, Lou Singer und Gene Raskin produzierten neue Hintergrundmusik. Einige Folgen erschienen hier auch auf VHS.
Außerdem wurde sie ins Portugiesische übersetzt.
Der ersten Serie folgten drei weitere. 1980 wurde Taiyō no Shisha: Tetsujin 28-gō (太陽の使者 鉄人28号) im japanischen Fernsehen gezeigt, 1992 folgte Chōdendō Robot: Tetsujin 28-gō FX (超電動ロボ 鉄人28号FX). 2004 strahlte TV Tokyo das Remake Tetsujin 28-gō aus.

#### Synchronisation
| Rolle                | japanischer Sprecher (Seiyū) (1963) | Japanische Sprecher (1980) | Japanische Sprecher (2004) |
| -------------------- | ----------------------------------- | -------------------------- | -------------------------- |
| Shōtarō Kaneda       | Kazue Takahashi                     | Eiko Hisamura              | Motoko Kumai               |
| Inspektor Ōtsuka     | Kōsei Tomita                        | Kousei Tomita              | Minoru Inaba               |
| Professor Shikishima | Minoru Yada                         | Yoshio Kaneuchi            | Shigeru Ushiyama           |
| Kenji Murasame       | Toshio Andō                         | -                          | Yūji Mikimoto              |
| Doktor Kaneda        | -                                   | -                          | Shozo Izuka                |
| Miss Takamizawa      | -                                   | -                          | Rie Ishizuka               |

| Rolle            | japanischer Sprecher (Seiyū) |
| ---------------- | ---------------------------- |
| Masato Kaneda    | Yusuke Numata                |
| Yoko Kaneda      | Ai Orikasa                   |
| Ken'ichi Tsukasa | Fumihiko Tachiki             |
| Fu Meishing      | Micbie Tomizawa              |
| Shōtarō Kaneda   | Hideyuki Tanaka              |
| Devil Hito       | Ken'ichi Ono                 |
| Doktor Branch    | Osamu Kobayashi              |

### Filme
Zum Manga wurde in Japan der Realfilm Tetsujin 28-gō (鉄人28号) veröffentlicht. Bei dem Film von 114 Minuten Länge führte Shin Togashi Regie.
Außerdem wurde am 31. März 2007 der Anime-Film Tetsujin 28-gō: Hakuchū no Zangetsu (鉄人２８号 白昼の残月) in Japan uraufgeführt. Bei der Produktion von Palm Studio führte Yasuhiro Imagawa Regie.

## Rezeption und Bedeutung
Der Manga und dessen erste Verfilmung als Anime hatten großen Einfluss auf spätere Werke des Genres Mecha, sie gehörten zur ersten Generation derartiger Werke in Japan.
Die amerikanische Fassung war zu ihrer Zeit relativ erfolgreich, jedoch schnell wieder vergessen. Insbesondere die Musik der Serie war beim jungen Publikum beliebt. Sie gehörte mit Astro Boy und Kimba, der weiße Löwe zu den ersten in den USA ausgestrahlten Animes.